# Förare (befäl)
Förare var i Sverige sedan 1500-talet en underofficersgrad vid infanteriet. 
Benämningen förekommer första gången 1542, då en förare eller förer eller furir. Under 1500-talet var skillnaden mellan furir (furerare/förerare/furidare) och förare (förer/föreren) flytande och skrivsättet varierade. Föraren förefaller ha varit både trupp- och förvaltningsbefäl, och skall även vid vissa tillfällen ha fungerat som fanbärare. Hans hustru hade uppgift att biträda vid sjuklägren.
Vid befälsreformen 1833–1837 blev förarna sergeanter.